# Ruske ikone
Ruske ikone počele su nastajati, nakon što je Kijevska Rus' poprimila pravoslavlje 988. godine. Ove su ikone u početku strogo slijedile principe izrade iz bizantske umjetnosti. Kako je vrijeme prolazilo, Rusi su razvili vrste i stilove izrade ikona, kakvi nisu poznati u ostalom pravoslavnom svijetu.
Sredinom 17. stoljeća promjene u liturgiji i praksi, koje je pokrenuo ruski patrijarh Nikon dovele su do velikih trzavica u Ruskoj pravoslavnoj crkvi. Među ostalim, želio je osuvremeniti izradu ikona. Tradicionalisti, "stari ritualisti" ili "stari vjernici", nastavili su s tradicionalnom izradom ikona, dok je glavna struja Ruske pravoslavne crkve izmijenila svoju dosadašnju praksu. Od tog vremena, ikone poprimaju i utjecaj zapadnog slikarstva i počinju imati više dodirnih točaka sa slikama u ostalim kršćanskim zajednicama. S vremenom, približile su se katoličkoj sakralnoj umjetnosti.
Ruske ikone obično su slike na drvu, često male, iako se u nekim crkvama i samostanima mogu naći i puno veće. Neke ruske ikone izrađuju se od bakra. Neke imaju metalni pokrov rizu kao zaštitu. U mnogim domovima pobožnih ljudi u Rusiji, ikone vise na zidu u tzv. "crvenom kutku" (rus. красный угол).
Bogata povijest i razrađena vjerska simbolika mogu se vidjeti na ikonama. U ruskim crkvama, brod je obično odvojen od svetišta - ikonostasom (ruski: иконостас), tj. "zidom" punim ikona s duplim vratima u sredini.
Rusi ponekad govore, da se ikone pišu, jer je ista riječ za slikati i pisati (rus. писать). Ikone se smatraju slikovnim Evanđeljem, stoga je težnja, da se Evanđelje vjerodostojno predstavi u slikovnom obliku na ikonama.
Među najpoznatijim ruskim ikonama su: Vladimirska Gospa te ikona Andreja Rubljova: Sveto Trojstvo (ili Anđeli kod Mamre). Obje se ikone čuvaju u Tretjakovoj galeriji u Moskvi. Andrej Rubljov smatra se najvećim ruskim slikarom ikona uz Teofana Grka i Prohora iz Gorodeca.

## Galerija
- Andrej Rubljov: Sveto Trojstvo ili Anđeli kod Mamre
- Kazanska Gospa
- Bogoljubska ikona
- Jedna od najstarijih ruskih ikona iz 11. stoljeća
- Sveti Juraj
- Mandilion
- Arkanđeo Gabrijel sa zlatnim uvojcima.
- Gospa Tolška
- Gospa Donska